# Jovan Zucović
Jovan Zucović (Kirin Serbia: Јован Зуцовић; sinh ngày 17 tháng 4 năm 1990) là một cầu thủ bóng đá người Serbia thi đấu ở vị trí hậu vệ cho Ulaanbaatar City.

## Sự nghiệp
Vào tháng 1 năm 2020, Zucović gia nhập Ulaanbaatar City ở Mông Cổ dưới thời của huấn luyện viên Vojislav Bralušić.